# El Dorado (minissérie)
El Dorado é uma minissérie americana-peruana de 2010, dos gêneros ação, aventura e fantasia. Ela tem dois episódios: "City of Gold" e "Temple of the Sun", e no Brasil eles foram lançados como filmes em DVDs.
Quando o arqueólogo Jack Wilder ganha os diários de Vicente De Valverde, ele começa sua busca implacável pela cidade de ouro: El Dorado.

## Elenco
- Shane West - Jack Wilder (2 filmes)
- Luke Goss - Coronel Sam Grissom (2 filmes)
- Natalie Martinez - Maria Martinez (2 filmes)
- Elden Henson - Gordon (2 filmes)
- Julio Oscar Mechoso - General Mata (2 filmes)
- Giovanni Ciccia - Quinteros (2 filmes)
- Vanessa Saba - Lupe (2 filmes)
- Gonzalo Alonso Ruiz - Diego (Temple of the Sun)
- Daniel Marin - Dublê para Shane West

## DVDs no Brasil
| Lançamento | Título                                  | Distribuidora | Duração        |
| --- | --------------------------------------- | ------------- | -------------- |
| 2011 | El Dorado: Em Busca da Cidade de Ouro   | "PlayArte"    | Aprox. 99 min. |
| Quando as pistas de uma antiga profecia Inca caem nas mãos do arqueologista Jack Wilder, ele embarca em uma jornada para encontrar a lendária Cidade do Ouro: Eldorado. Mas sua busca torna-se mortal no momento em que ele começa a ser perseguido por um mercenário misterioso e é capturado pelo exército. Logo, Jack é libertado pela bela Maria. Agora com vários inimigos em seu encalço, os dois vão enfrentar os mais complicados obstáculos, como atravessar a cordilheira dos Andes, passar pelas tribos nativas da Amazônia e decifrar as armadilhas e maldições sagradas. |                                         |               |                |
| 2011 | El Dorado 2: Em Busca do Templo Perdido | "PlayArte"    | Aprox. 95 min. |
| Destemido trio de exploradores descobre mapa que pode mostrar o secreto caminho até um templo recheado de ouro, no Peru. O cobiçado local, diz a lenda, está recheado de ouro, mas parece esconder também segredos perigosos. Nesta busca, porém, o trio não está sozinho e inescrupulosos homens entram nesta disputa, que revelará muito mais do que já sonharam todos estes aventureiros. |                                         |               |                |